# Cherokee Phoenix
El Cherokee Phoenix (cheroqui: Ꮳꮃꭹ Ꮷꮄꭿꮜꮕꭿ, romanizado: Tsalagi Tsulehisanvhi) es el primer periódico publicado en Estados Unidos por indígenas americanos y también el primero en publicarse en una lengua autóctona americana. El primer número se publicó en inglés y en cheroqui el 21 de febrero de 1828 en New Echota, entonces capital de la Nación Cheroqui (actualmente pertenece al estado norteamericano de Georgia). El periódico siguió en funcionamiento hasta 1834. El Cherokee Phoenix volvió a editarse en el siglo XX, y actualmente se publica tanto en versión papel como en línea.

## SigloXIX

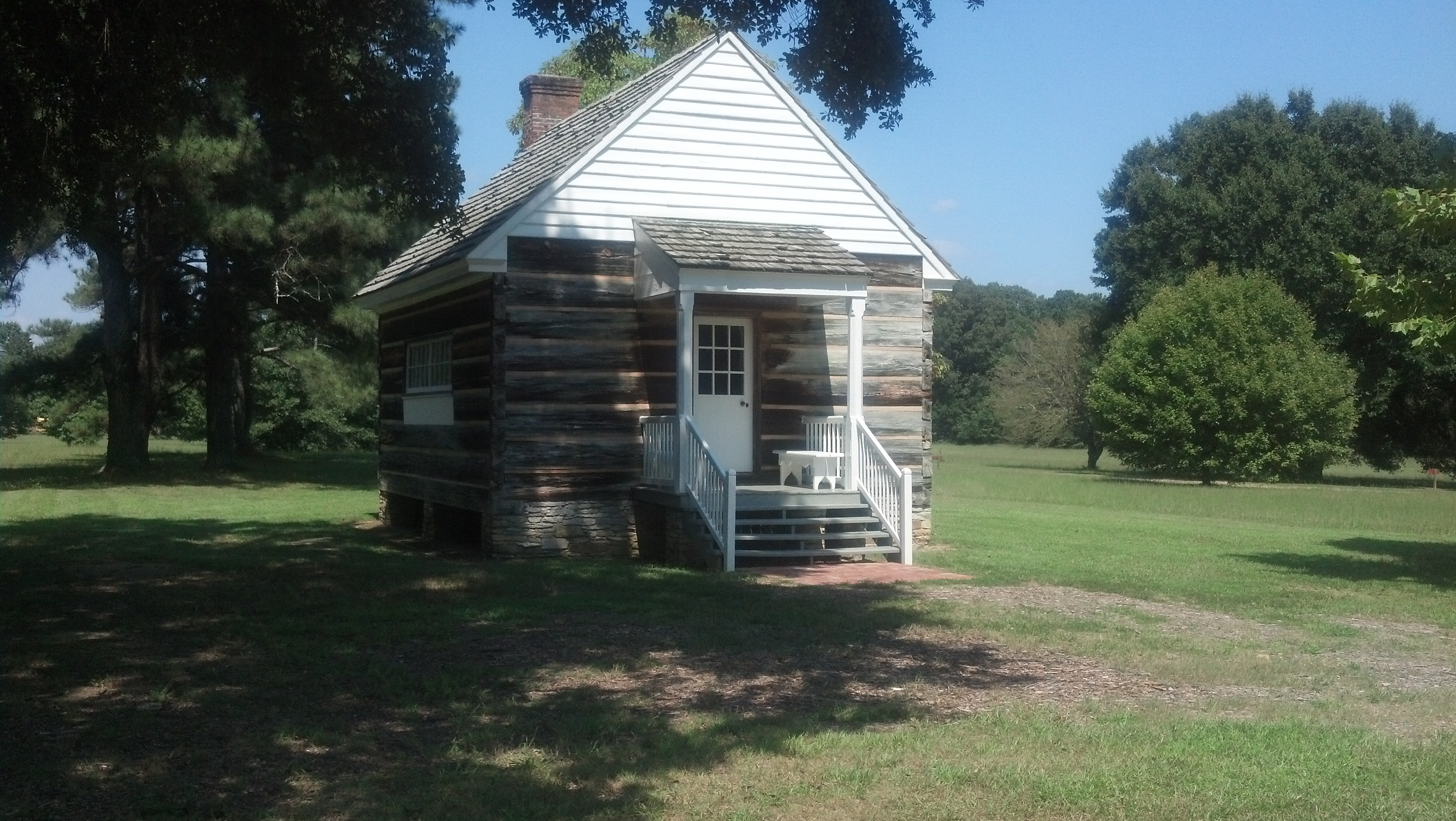
Reconstrucción de la antigua imprenta situada en New Echota, donde se imprimía el Cherokee Phoenix

A mediados de los años 1820, la nación de los cheroqui recibía las presiones del gobierno estadounidense, y en particular del estado de Georgia, para emigrar a nuevas tierras situadas al oeste del río Misisipi, o bien poner fin a su gobierno propio tribal y ceder el control de su territorio tradicional al gobierno de los Estados Unidos. El Consejo General de la Nación Cheroqui creó un periódico en colaboración con el misionero Samuel Worcester, que fabricó los tipos móviles para poder imprimir mediante el silabario cheroqui. dicho Consejo eligió a Elias Boudinot como primer editor.
Elias Boudinot, cuyo nombre en cheroqui era Galagina Oowatie (Ꭶꮄꭹꮎ Ꭴꮹꮨ), nació en 1804 en Oothcaloga, localidad de la Nación Cheroqui cercana a la actual Chatsworth (Georgia). Decidió tomar el nombre de Elias Boudinot después de haber conocido al prócer estadounidense del mismo nombre mientras se dirigía a la Foreign Mission School en Cornwall (Connecticut), donde se graduó. Allí Boudinot contrajo matrimonio con Harriet Ruggles Gold, hija de una familia prominente de congregacionalistas. Regresaron para vivir en New Echota.
Boudinot le dio al periódico el nombre de Cherokee Phoenix (literalmente, en español, «Fénix Cheroqui») queriendo significar la idea de renovación, simbolizada en el fénix, ave mítica que renacía de sus propias cenizas. La nación de los cheroquis fundó el periódico para atraer apoyos y hacer que los miembros de la nación cheroqui permaneciesen a la vez unidos e informados. El periódico se imprimió en inglés y cheroqui utilizando el silabario cheroqui, creado en 1821 por Sequoyah. Según Langguth, los que solo sabían leer cheroqui recibían el periódico gratuitamente, pero los que sabían leer en inglés pagaban de acuerdo a la siguiente escala: 2,50 dólares al año si pagaban por adelantado y 3,50 dólares si esperaban un año para pagar. Sirvió como principal vehículo de comunicación entre los muchos pueblos que constituían la Nación Cheroqui, que se extendía por parte de lo que actualmente son los estados norteamericanos de Virginia, Carolina del Norte, Alabama y Georgia.

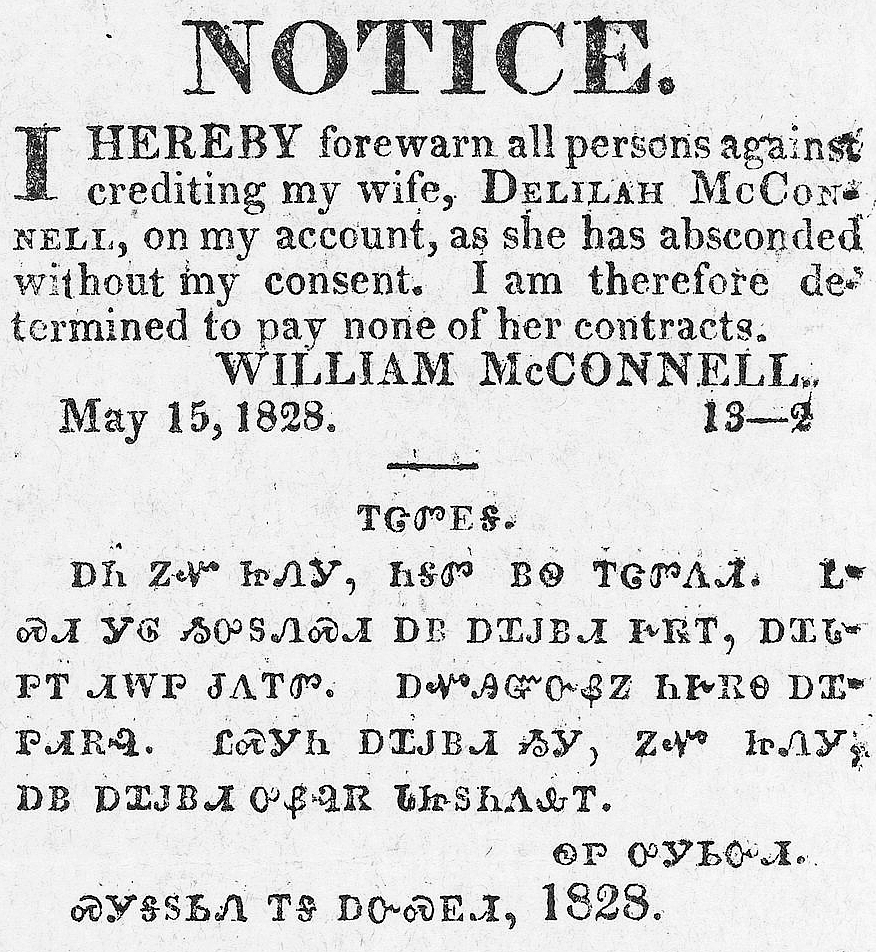
Aviso bilingüe publicado, en inglés y cheroqui, en el Cherokee Phoenix, 15 de mayo de 1828.

El primer número salió el 21 de febrero de 1828. Tenía cuatro páginas a cinco columnas cada una. El editor hizo saber que, debido a que la traducción inglés-cheroqui era lenta, en principio el periódico imprimiría solamente tres columnas por semana en lengua cheroqui. El primer número abarcaba una diversidad de temas. Samuel Worcester escribió un artículo en el que elogiaba la invención que había hecho Sequoyah del silabario, y Boudinot escribió un primer editorial donde criticaba a los colonos blancos que ambicionaban el territorio cheroqui. A medida que el asunto de la Deportación de Indígenas (o Indian Removal, según la historiografía anglosajona) atraía la atención del debate en Estados Unidos, el periódico organizó una campaña para ganar publicidad y recaudar fondos, lo cual atrajo nuevos suscriptores de casi todos los rincones de Estados Unidos y Europa. Boudinot fue gradualmente publicando más en inglés, en un intento de alcanzar a ese sector más amplio de lectores.
En 1829, Boudinot cambió el nombre de la publicación a Cherokee Phoenix and Indians' Advocate (en español, «Fénix Cheroqui y Defensor de Indígenas»), reflejando así su intención de influir en un público que no fuese solamente cheroqui. Trató asuntos sensibles para indígenas de todo Estados Unidos y sus territorios, concernientes a la asimilación y deportación de sus territorios tradicionales. El periódico ya no interpelaba solamente a los cheroqui, sino también ofrecía noticias de discusiones sobre la Deportación de Indígenas y casos del Tribunal Supremo de Estados Unidos que afectaban la vida del indígena.
Boudinot creía que la Deportación era inevitable y que los cheroquis harían bien en proteger sus derechos vía tratado. Sostuvo este punto de vista en alianza con Major Ridge. Sus opiniones recibieron la oposición de la mayoría de los cheroquis, incluyendo la del jefe principal John Ross, elegido por la república constitucional en 1828. Sus antiguos aliados del gobierno cheroqui se volvieron contra Boudinot y otros «pro-tratados». Sus adversarios pusieron en duda su lealtad y evitaron que hablase en los Consejos. Ross denunció que Boudinot «tolera la diversidad de puntos de vista en el Cherokee Phoenix» y le prohibió discutir ideas favorables a la deportación en el periódico. En protesta, Boudinot dimitió de su cargo en la primavera de 1832. Elijah Hicks, cuñado de Ross, vino a reemplazar a Boudinot como editor.
Elijah Hicks, cheroqui anti-deportación, sustituyó a Boudinot como editor. Cuando en 1834 el gobierno federal de Estados Unidos dejó de pagar a los cheroqui la anualidad pactada, el periódico dejó de publicarse. En agosto de 1835, un contingente de la Guardia de Georgia tomó la imprenta para evitar cualquier ulterior publicación. El objetivo no declarado de la acción fue evitar que el periódico cayese bajo la influencia de John Ross. La milicia del estado (de Georgia) se organizó para llevar a cabo labores policiales en el territorio cheroqui que el estado había reclamado.

## Avances recientes
El Cherokee Phoenix se publicó intermitentemente tras la deportación de los cheroquis al Territorio Indígena. Desde finales del siglo XX se ha reactivado y es publicado por la Nación Cheroqui como periódico mensual en Tahlequah (Oklahoma). Desde entonces, el periódico se ha modernizado y publica en internet además de tener la versión impresa.
Existe una versión digitalizada del periódico dotada de un buscador en las bibliotecas de la Universidad de Georgia y la Digital Library of Georgia (biblioteca digital de Georgia). Se pueden encontrar transcripciones de las partes en inglés del periódico del siglo XIX en el sitio web de la Hunter Library que pertenece a la Western Carolina University.
Los artistas Jeff Marley y Frank Brannon culminaron un proyecto de colaboración el 19 de octubre de 2013, mediante el cual volvieron a imprimir usando los tipos móviles del silabario cheroqui en el taller de imprenta original de New Echota. Era la primera vez que se usaban los tipos móviles del silabario en New Echota desde 1835.